# Eremochrysa tibialis
Eremochrysa tibialis är en insektsart som beskrevs av Banks 1950. Eremochrysa tibialis ingår i släktet Eremochrysa och familjen guldögonsländor. Inga underarter finns listade i Catalogue of Life.